# The Glenn Miller Story
The Glenn Miller Story (br: Música e lágrimas / pt:  A história de Glenn Miller) é um filme musical norte-americano de 1954, do gênero drama biográfico, dirigido por Anthony Mann.

## Sinopse
Biografia do compositor e band leader Glenn Miller, do início da carreira até sua morte no canal da Mancha lutando na Segunda Guerra, passando por seu casamento e apresentações de sucesso de sua orquestra.

## Elenco
- James Stewart ... Glenn Miller
- June Allyson ... Helen Berger Miller
- Harry Morgan ... Chummy MacGregor
- Charles Drake ... Don Haynes
- George Tobias ... Si Schribman
- Barton MacLane ... gen. Hap Arnold
- Sig Ruman        ... W. Kranz
- Irving Bacon ... sr. Miller
- James Bell        ... sr. Burger
- Kathleen Lockhart ... sra. Miller
- Katherine Warren ... sra. Burger

### Participações especiais
- Frances Langford
- Louis Armstrong
- Ben Pollack
- Gene Krupa
- Barney Bigard
- James Young
- Marty Napoleon
- Arvell Shaw
- Cozy Cole
- Babe Russin

## Prêmios e indicações
- Oscar (1955)

Vencedor na categoria de melhor som
Indicado nas categorias de melhor trilha sonora de filme musical (Joseph Gershenson e Henry Mancini) e melhor roteiro original.
- BAFTA

Indicado na categoria melhor ator estrangeiro (James Stewart).